# Love You Like That
«Love You Like That» —en español: «Te amo así»— es una canción coescrita y grabada por el cantante estadounidense de música country Canaan Smith. Smith coescribió la canción con Brett Beavers y Jim Beavers. Fue publicada el 21 de julio de 2014, como el segundo sencillo de Smith y el primero de su próximo extended play, publicada con el sello Mercury Nashville el 24 de marzo de 2015.

## Recepción de la crítica
Markos Papadatos de Digital Journal le dio a "Love You Like That" cuatro estrellas y media de cinco, escribiendo que "la canción tiene un ambiente de Brantley Gilbert y sus vocales son suaves como la seda. Es cruda y auténtica. Él permanece fiel a sí mismo y a su arte". La canción también recibió una reseña favorable por parte de Taste Of Country, mientras decía que "las letras del trío son coloridas, familiares y duraderas. Las metáforas que utilizan todo el coro son nítidas y eficaz, y Smith envuelve sus brazos alrededor de esta historia de amor como si estuviera diciendo adiós en el aeropuerto."

## Vídeo musical
El vídeo musical fue dirigido por Marc Klasfeld y estrenado en septiembre de 2014.

## Desempeño comercial y posicionamiento en listas
"Love You Like That" debutó en la posición 59 en los Estados Unidos, más precisamente en el Billboard Country Airplay para la semana del 9 de agosto de 2014. También debutó en la posición 32 en la lista Hot Country Songs para la misma semana. La canción ha vendido 226.000 copias en los Estados Unidos para marzo de 2015.
| Listas (2014–2015)                 | Mejor Posición |
| ---------------------------------- | -------------- |
| Canadá (Canadian Hot 100)          | 98             |
| Estados Unidos (Billboard Hot 100) | 96             |
| Estados Unidos (Hot Country Songs) | 20             |